# Nguyễn Phúc Bửu Lộc
Książę Nguyễn Phúc Bửu Lộc (ur. 22 sierpnia 1914, zm. 27 lutego 1990 w Paryżu) – wietnamski polityk i dyplomata, premier Wietnamu Południowego od 12 stycznia do 16 czerwca 1954.
Był praprawnukiem cesarza Minh Mạnga i kuzynem cesarza Bảo Đại. Studiował prawo na Uniwersytecie w Montpellier. Od 1948 do 1949 i ponownie od 1951 do 1952 był szefem cesarskiego gabinetu. Został też specjalnym przedstawicielem kraju w Zgromadzeniu Ogólnym Organizacji Narodów Zjednoczonych oraz wysokim przedstawicielem Wietnamu we Francji. Później na początku 1954 objął na kilka miesięcy funkcję szefa ministerstwa spraw wewnętrznych i jednocześnie premiera. Po jego rezygnacji stanowisko przejął Ngô Đình Diệm. Po zakończeniu pełnienia urzędów powrócił do Paryża. Zmarł tam w 1990.
W 1958 ożenił się z France Pacteau, z którą miał syna Jean-François Nguyen-Phuc-Vinh-Loca.